# Amleto Frignani
Amleto Frignani (Carpi, Módena, Italia, 5 de marzo de 1932 - Fresno, California, Estados Unidos, 2 de marzo de 1997) fue un futbolista italiano. Se desempeñaba en la posición de centrocampista.

## Selección nacional
Fue internacional con la selección de fútbol de Italia en 14 ocasiones y marcó 6 goles. Debutó el 28 de diciembre de 1952, en un encuentro válido por la Copa Dr. Gerö ante la selección de Suiza que finalizó con marcador de 2-0 a favor de los italianos.

### Participaciones en Copas del Mundo
| Mundial                        | Sede  | Resultado    |
| ------------------------------ | ----- | ------------ |
| Copa Mundial de Fútbol de 1954 | Suiza | Primera fase |

## Clubes
| Club           | País   | Año         |
| -------------- | ------ | ----------- |
| Carpi F. C.    | Italia | 1949 - 1950 |
| A. C. Reggiana | Italia | 1950 - 1951 |
| A. C. Milan    | Italia | 1951 - 1956 |
| Udinese Calcio | Italia | 1956 - 1957 |
| Genoa C. F. C. | Italia | 1957 - 1962 |

## Palmarés

### Campeonatos nacionales
| Título  | Club        | País   | Año     |
| ------- | ----------- | ------ | ------- |
| Serie A | A. C. Milan | Italia | 1954-55 |